# Teorema fundamental de la teoría de Galois
En matemáticas, el teorema fundamental de la teoría de Galois es un resultado que describe la estructura de ciertos tipos de extensiones de cuerpos.
En su forma más básica el teorema dice que dada una extensión de cuerpos E/F que sea finita y de Galois, existe una correspondencia uno a uno entre sus cuerpos intermedios (cuerpos K que satisfacen F {\displaystyle \subseteq } K {\displaystyle \subseteq } E; también llamados subextensiones de E/F) y los subgrupos de su grupo de Galois.

## Descripción explícita de la correspondencia
Para extensiones finitas, la correspondencia puede describirse explícitamente como sigue:
- Para cada subgrupo H de Gal(E/F), el cuerpo correspondiente, denotado normalmente EH, es el conjunto de aquellos elementos de E que son fijos para cada automorfismo en H.
- Para cada cuerpo intermedio K de E/F, el subgrupo correspondiente es precisamente Aut(E/K), esto es, el conjunto de aquellos automorfismos en Gal(E/F) que dejan fijo a cada elemento de K.

Por ejemplo, el cuerpo más "grande" E se corresponde al subgrupo trivial de Gal(E/E), y el cuerpo base F se corresponde al grupo completo: Gal(E/F).

## Propiedades de la correspondencia
La correspondencia tiene las siguientes propiedades útiles:
- Es revertible por inclusión. La inclusión de subgrupos H1 {\displaystyle \subseteq } H2 se da si y solo si se da también la inclusión en cuerpos: EH1 {\displaystyle \supseteq } EH2.
- Los grados de las extensiones están relacionados con el orden de los grupos de manera consistente con la propiedad anterior. Concretamente, si H es un subgrupo de Gal(E/F), entonces |H| = [E:EH] y [Gal(E/F):H] = [EH:F].
- El cuerpo EH es una extensión normal de F si y solo si H es un subgrupo normal de Gal(E/F). En este caso, la restricción de los elementos de Gal(E/F) al EH induce un isomorfismo entre Gal(EH/F) y el grupo cociente Gal(E/F)/H.

## Aplicaciones
El teorema transforma el problema de clasificar los cuerpos intermedios de E/F en el problema menos difícil de listar los subgrupos de cierto grupo finito. 
Por ejemplo, para demostrar que la ecuación general de quinto grado no es resoluble por radicales (ver teorema de Abel-Ruffini), se debe establecer el problema en términos de extensiones radicales (extensiones de la forma F(α) donde α es una n-sima raíz de algún elemento de F), y entonces usar el teorema fundamental para convertir esta afirmación en un problema sobre grupos que ya podamos atacar más directamente.
Las teorías como Teoría de Kummer y la teoría de cuerpos de clases se derivan del teorema fundamental.

## Caso infinito
Existe también una versión de este teorema fundamental de la teoría de Galois que se aplica a extensiones algebraicas infinitas, que además son normales y separables. Se requiere para ello definir una cierta estructura topológica, la Topología de Krull sobre el grupo de Galois; entonces solo aquellos subgrupos que sean también cerrados de la topología serán relevantes para la correspondencia del teorema.
- Datos: Q766522
- Multimedia: Fundamental theorem of Galois theory / Q766522